# 179 Klytaemnestra
179 Klytaemnestra este un asteroid din centura principală, descoperit pe 11 noiembrie 1877, de James C. Watson.